# Roman Tmetuchl
Roman Tmetuchl (Babeldaob, 11 de febrero de 1926-Koror, 1 de julio de 1999) fue un empresario y político paluano. 

## Biografía
Nacido en el seno del clan Eloklsumech en el estado de Airai, pasó su infancia en Koror en una época en la que Palaos formaba parte del Imperio del Japón. Durante la Segunda Guerra Mundial fue reclutado por el Kenpeitai, la policía militar del Ejército Imperial, y al término del conflicto estuvo trabajando en las instalaciones del ejército de los Estados Unidos. Posteriormente estudió Derecho en Filipinas con una beca de Naciones Unidas y estuvo trabajando como jurista entre 1952 y 1957. A nivel personal, era un hombre religioso ligado a la Iglesia Adventista del Séptimo Día.
Durante el periodo que Palaos quedó integrada en el Territorio en Fideicomiso de las Islas del Pacífico (TFIP), Tmetuchi hizo fortuna como terrateniente y constructor de infraestructuras. Entre otras obras impulsó un hotel de lujo, un aeródromo en Airai, la apertura del primer banco de Koror, y varias escuelas y clínicas.
En el plano político, sirvió como congresista paluano en el congreso del TFIP desde 1964 hasta 1978. En primer lugar propuso la independencia de los Estados Federados de Micronesia en un plazo de siete años, propuesta que nunca llegó a salir adelante. En 1975, siendo presidente de la comisión de desarrollo de Palaos, pasó a defender la independencia total de su isla mediante un pacto de libre asociación con Estados Unidos. Después de que los paluanos votasen en contra de la unión con Micronesia en 1979, se implicó tanto en la redacción de la nueva constitución como en la negociación del tratado de asociación.
Tmetuchi fue gobernador del estado de Airai y se presentó en tres ocasiones a las elecciones presidenciales de Palaos, pero nunca llegó a ganarlas. En 1980 y 1984 perdió frente a Haruo Remeliik, quien fue asesinado en 1985. El crimen afectó a la carrera política de Roman porque uno de sus hijos fue detenido en calidad de sospechoso, aunque tiempo después fue declarado inocente por falta de pruebas. Volvió a presentarse en 1988 y cayó esta vez ante Ngiratkel Etpison por tan solo 31 votos de diferencia, en unos comicios que terminaron provocando una reforma constitucional para instaurar la segunda vuelta electoral. Desde entonces se centró en Airai y en sus propios negocios, llegando a atesorar una fortuna superior a los 30 millones de dólares.
Falleció el 1 de julio de 1999, a los 73 años, como consecuencia de un infarto. En homenaje, el nuevo aeropuerto del país fue renombrado «Aeropuerto Internacional Roman Tmetuchl».